# Región de Manawatu-Wanganui
Manawatu-Wanganui es una región en la mitad inferior de la Isla Norte de Nueva Zelanda, alrededor de las ciudades de Whanganui y Palmerston North, capital de la región. Es administrada por el Consejo regional de Manawatu-Wanganui.

## Población
Tiene una superficie de 22.215 km², que en términos de extensión es similar a la de Belice. La población de esta división administrativa se encuentra compuesta por un total de 222.423 personas (según las cifras que arrojaron el censo llevado a cabo en el año 2002). Mientras que su densidad poblacional 10 hab/km².

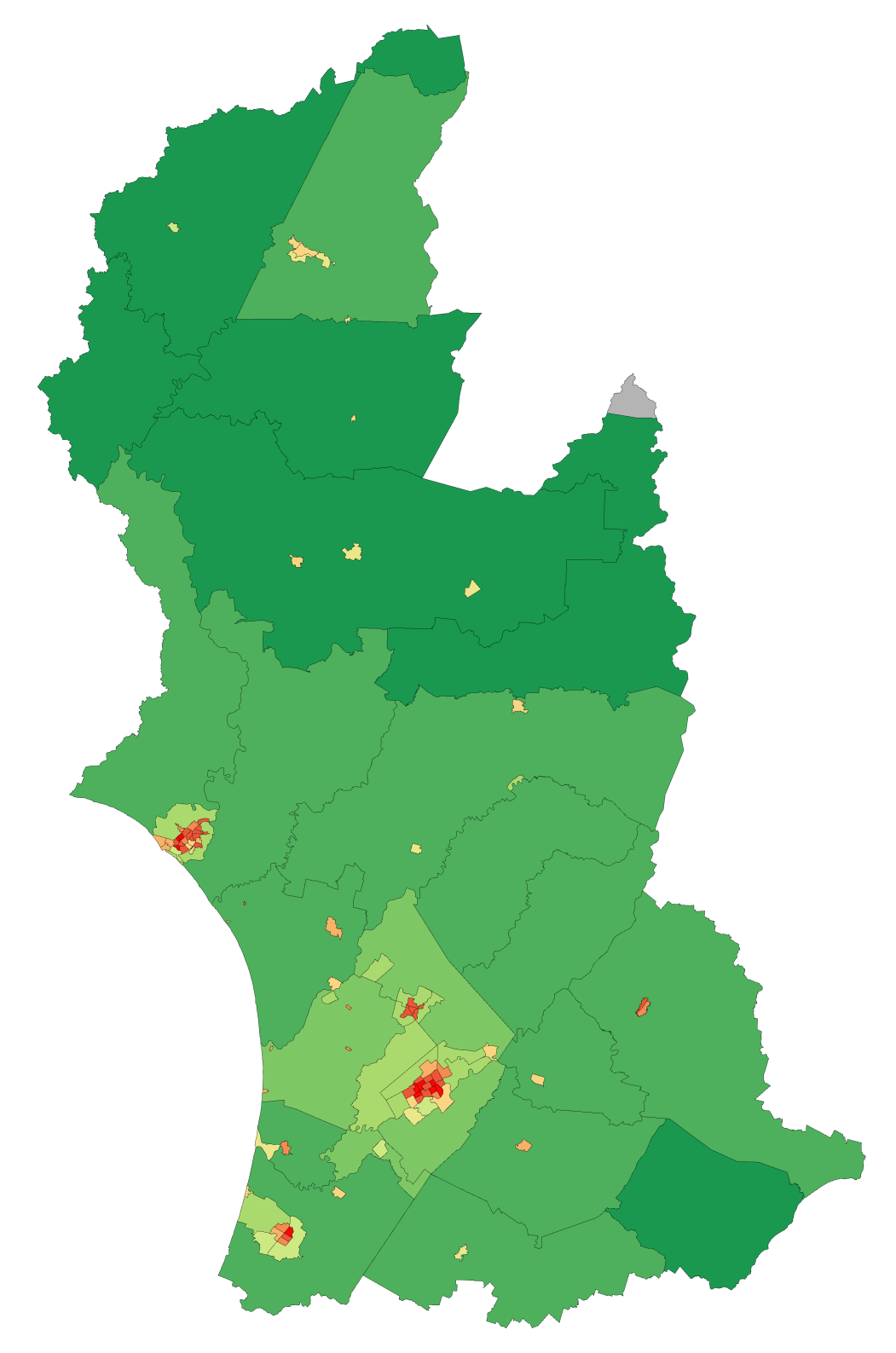
Densidad de población según el censo de 2006.

## Gobierno
La región abarca todas las partes de diez distritos. Cinco partes de estas están cubiertas por otras cinco regiones de Nueva Zelanda. la mayor parte de todas las regiones. En orden descendiente del área terrestre del distrito está Ruapehu, la parte principal de Tararua y Rangitikei, Manawatu, Whanganui, Horowhenua, pequeña parte de Stratford, Waitomo y Taupo.
La mayor ciudad y asentamiento de la región de Manawatu-Wanganui es Palmerston North, con una población de 85.300 (junio de 2012)
Es la única autoridad territorial de la región en ser administrada por un ayuntamiento de una ciudad.
El consejo regional tiene la responsabilidad de administrar los recursos naturales y físicos, proporcionando protección contra las inundaciones y monitorizando problemas ambientales y aire fresco, agua limpia, tierra productiva y ecosistemas naturales. El consejo es también responsable del transporte público. El consejo regional es compuesto por 12 consejeros de 6 distritos electorales en toda la región, elegido por el público; desde el norte: Ruapehu (1 consejero ), Wanganui (2), Manawatu-Rangitikei (2), Palmerston North (4), Horowhenua-Kairanga (2), Tararua (1).

## Geografía
La región está dominada y definida por dos cuencas fluviales importantes, el Whanganui y Manawatu. El río Whanganui, en la región nordeste, es el mayor río navegable en Nueva Zelanda. El río fue muy importante para los maorís primitivos, fue el enlace con el sur en una cadena de canales que abarcaba casi dos tercios de la Isla Norte. Fue una de las principales áreas para el asentamiento maorí con acantilados fortalecidos fácilmente y amplios suministros de alimentos. La leyenda destaca la importancia del río y sigue siendo sagrado para Wanganui iwi. Los maorís a lo largo de la costa y las llanuras de la baja tierra creció kumara y otros cultivos. La principal ciudad de Palmerston North está ubicada en esta llanura, y es una ciudad de importante servicio para el sur de la Isla Norte en su totalidad. Este río es insólito, en que ya que pasa de una zona montañosa a llanuras a través de un desfiladero a la zona más alta, una indicación de que las montañas han aumentado desde el transcurso del río.
Hacia el sureste, aún más, se encuentran más áreas de escasa población, entre las fuentes del río y la costa pacífica. Esta área, a menudo conectada históricamente con ambas regiones, Hawke's Bay hacia el norte y Wairarapa hacia el sur. Fue históricamente simplemente conocido como Bush, el nombre que aún se conserva en algunas empresas y organizaciones, sobre todo en el nombre de Rugby Football Union Wairarapa-Bush.
Las dos cuencas fluviales tienen diferentes naturaleza. Mientras las llanuras abiertas de Manawatu, se hicieron más densamente pobladas por los europeos, interior de Ruapehu, Rangitikei y Wanganui, manteniendo dominado más por los maorís, a distancia e independientemente, y es aún densamente forestado. Hasta la década de 1950, el río Whanganui siguió siendo el río del misterio. Desde entonces la explotación en el potencial comercial del río ha abierto la zona. a menudo causando fricciones con los locales maorís, separación con los locales maorís, quiénes tenían de tiempo atrás quejas. La región de Manawatu-Wanganui en tu totalidad, es una de las áreas más importantes en Nueva Zelanda, su estado reconocido cuando el gobierno abrió el Massey Agricultural College en 1920.
La gran parte de la región de Manawatu-Wanganui era fértil y cubierta de arbustos cuando los europeos llegaron y desarrollaron el área como fuente de madera. Deforestación, apagando los incendios de madera y maleza y drenaje a gran escala combinando con el pastoreo excesivo, resultando en considerable degradación del medio ambiente. En los primeros años de 1900 las autoridades se dieron cuenta de que era necesario un mantenimiento cuidadoso para mantener esta importante zona agrícola.

## Economía
El PIB sub-nacional de la región de Manawatu-Wanganui se estimó en $5,594,000,000 en 2003, un 4% del PIB nacional de Nueva Zelanda.

## Historia
- Antes de 1769: Aproximadamente un 3% de maorís vivían en Waghanui Basin y un 8% en la costa de Taranaki. El jardín maorí costero y recogida de alimentos pero la vida de los maorís más al interior es más difícil, dependiendo de la cacería y recolección.

- 1820-1840: Ngati Toa y Te Atiawa iwi desplazamiento local iwi desde sus tierras.

- 1830: Te Rauparaha (Ngati Toa) asediando a Putiki Pā en represalia por un ataque a Kapiti Island, saqueando las pa y matando sus habitantes.

- 1831: Comerciantes europeos llegaron a Wanganui, liderados por Joe Rowe, supuestamente un comerciante de cabezas preservadas (moko mokai). Una disputa con maorís locales conduce a la muerte de tres de su grupo y su propia cabeza es cortada y preservada.

- 1842: Jerningham Wakefield (Edward Gibbon Wakefield's son) compró por 40000 acres de tierra bajo circunstancias dudosas, por la empresa New Zealand, incluyendo el sitio de la ciudad Wanganui. Los primeros colonos europeos comienzan llegando a Wanganui.

- 1842: Los primeros colonos europeos organizados en Horowhenua, llegaron el Paiaka.

- 1847: En julio, se produce la «Batalla de madera de San Juan» cuando 400 maorís se enfrentan con los asiduos británicos.

- 1848 El centro de compras «Crown purchases Wanganui», de 80.000 acres (320 km²), 8.000 acres (32 km²) de los cuales deben ser reservados.

- 1855: Los colonos de Paiaka se acercan a la costa en « Foxton», que se convierte en el centro de manipulación portuaria, la madera y los productos agrícolas.

- 1856: La crónica Wanganui Chronicle es publicada por primera vez.

- 1860: Los escandinavos se asientan en el distrito de Tararua, más tarde fundada Eketahuna, Dannevirke, y Norsewood.

- 1865: Estalla una batalla entre el Hau Hau, que quieren expulsar a los Pākehā en Wanganui, y los maoríes de la parte baja del río.

- 1866: Palmerston North (Te Papai-OEA) se funda. Está rodeado de bosques con el río Manawatu que actúa como su único enlace con el puerto de Foxton y el mundo exterior.

- 1870: Se tala gradualmente y Manawatu abre para los asentamientos europeos. El primer ministro de la antigua Danish, el obispo Ditlev Gothard Monrad, organiza un asentamiento para los daneses cerca Awapuni.

- 1871: El primer aserradero es establecido en Palmerston North.

- 1872: Wanganui se convierte en un municipio.

- 1875: La crónica Manawatu Times es publicado por primera vez en Parmerston North.

- 1876: El ferrocarril abre entre Foxton y Palmerston Nortch vua Launburn, más tarde llamado el Foxton Brach, suprimiendo Wellington Province.

- 1877: Palmerston North se convierte en municipio.

- 1878: La línea de ferrocarril se abre entre Palmerston North y Wanganui. La primera parte más tarde se convierte en parte de los North Island Main Trunk Railway, entre Aramoho y Wanganui , y la parte restante de Marton - New Plymouth Line.

- 1884: La Sanson Tramway, construido y manejado por el Manawatu County Council, abierto en Sanson, Nueva Zelanda del Foxton Brach en Himatangi.

- 1855: La madre Mary Joseph Aubert empieza una comunidad de las Hijas de nuestra señora de la compasión en Jerusalem, Nueva Zeland, fundando una casa para los maorís huérfanos, enfermos y ancianos.

- 1865: El Wellington and Manawatu Railway abre entre Wellington y Longburn railway (más tarde North Island Main Trunk).

- 1889: Levin es fundada debido a la construcción de Wellington y Manawatu Railway.

- 1908: El Tronco principal de la isla Norte alcanza Taumarunui y desde allí Auckland, abriendo los distritos interiores para el desarrollo.

- 1906: Levinse convierte en municipio.

- 1924: Wanganui se convierte en ciudad.

- 1930: Palmerston North se convierte en ciudad.

- 1939: Ohakea, La estación Fuerza aérea comienza sus operaciones.

- 1945: El Sanson Tramway cierra.

- 1953: Sucede el peor desastre ferroviario en Nueva Zelanda, producido en Tangiwai en el tronco principal de la isla norte, el puente ferroviario se derrumba a causa de un lahar, flujo del cráter de Mount Ruapehu. El tren lleno de turistas se sumerge en la inundación causando 151 muertes.[3]

- 1956: El ferrocarril privado entre Wanganui y Castlecliff es comprado por el gobierno e incorporado dentro del national railway network como el Castlecliff Branch.

- 1959: El ferrocarril de Foxton Branch cierra.

- 1960: El famoso poeta neozelandés James K. Baxter crea una comuna en Jerusalén.

- 1963: Massey University es formada por la fusión de una rama de la Victoria University, en Parmerston North, con Massey Agricultural College.

- 1991: El gobierno cambia el nombre del río Wanganui, por río Whanganui.

- 1995: Ocupación de los Jardines Moutoa (Wanganui) en protesta por la lentitud de la Waitangi Tribunal.

- 1995-1996: Una serie de pequeñas erupciones se produce en el monte Ruapehu, arrojando cenizas sobre una extensa área.

- 2004: Las fuertes lluvias sostenidas en febrero provocó las peores inundaciones de la región en más de 100 años.[4]